# Michel Modo
Michel Modo, właśc. Michel Henri Louis Goi (ur. 30 marca 1937 w Carpentras, zm. 25 września 2008 w Vaires-sur-Marne) – francuski aktor filmowy, komik.
We Francji zasłynął przede wszystkim występując w komediowym duecie pod nazwą Grosso i Modo, wspólnie z Guyem Grosso. Aktorzy często wspólnie grali w filmach, m.in. we wszystkich częściach słynnego cyklu komedii o żandarmach z Louisem de Funèsem, gdzie Modo odtwarzał postać żandarma Berlicot.

## Wybrana filmografia
- Całe złoto świata (1961)
- Piękna Amerykanka (1961)
- Żandarm z Saint-Tropez (1964)
- Żandarm w Nowym Jorku (1965)
- Gamoń (1965)
- Sławna restauracja (1966)
- Wielka włóczęga (1966)
- Żandarm się żeni (1968)
- Żandarm na emeryturze (1970)
- Odnaleźliśmy siódmą kompanię (1975)
- Żandarm i kosmici (1978)
- Skąpiec (1980)
- Żandarm i policjantki (1982)
- Lagardere (2003)